# Suore medico missionarie

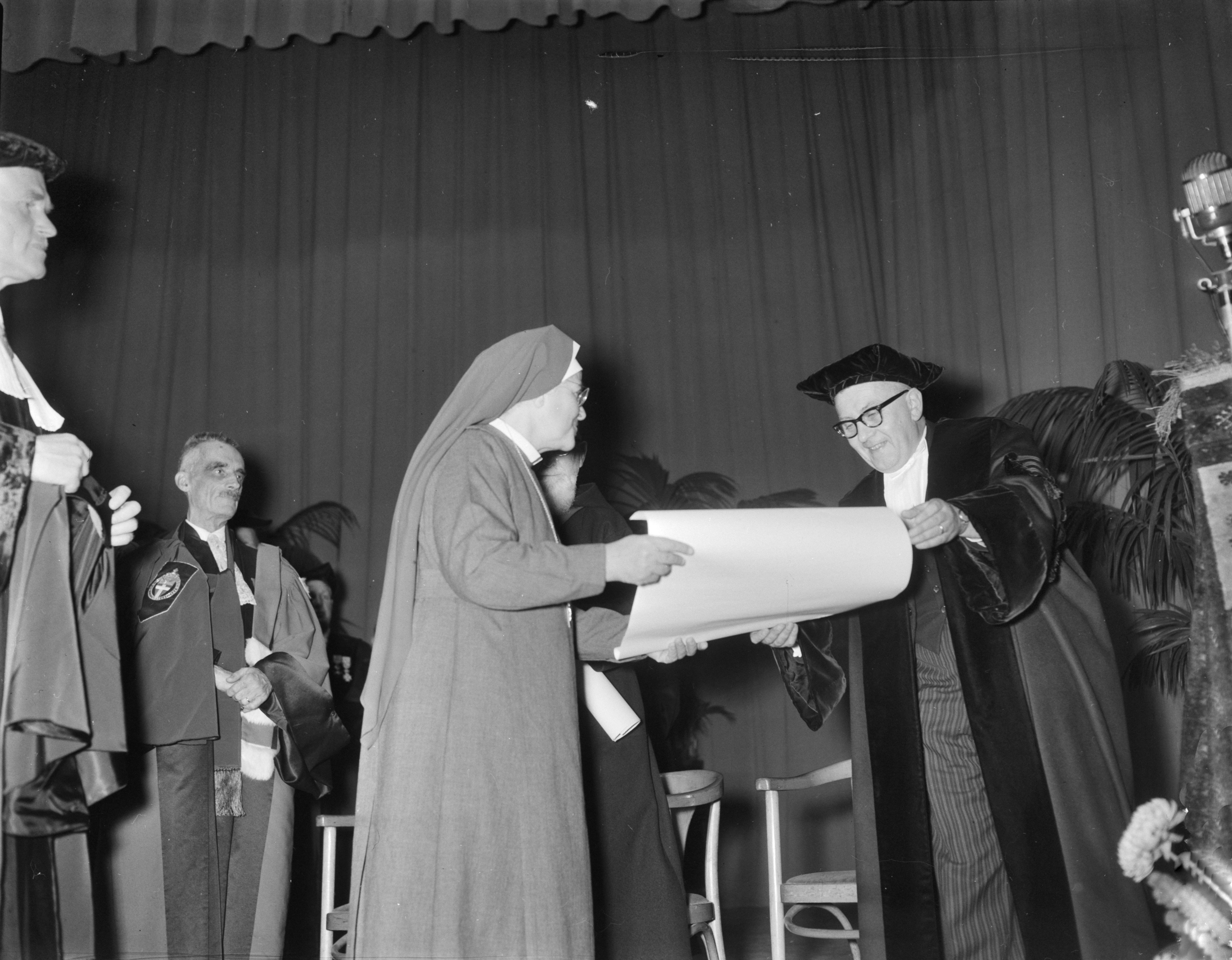
Anna Dengel riceve un dottorato onorario dalla Università Radboud di Nimega, 1958

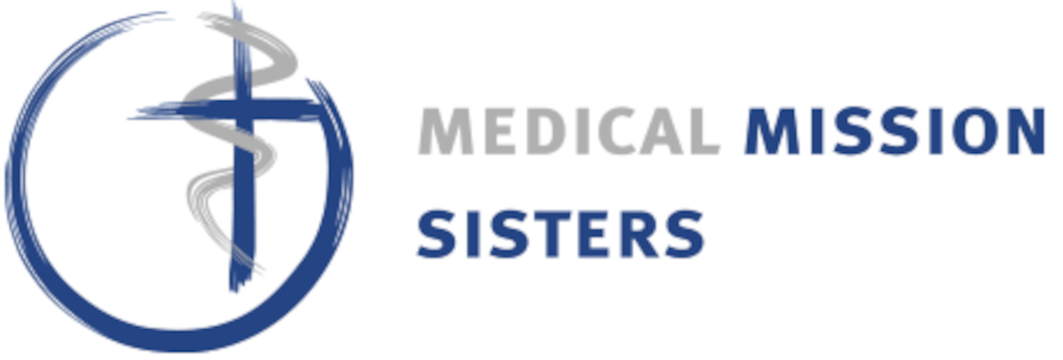
Logo in lingua inglese delle Suore medico missionarie

Le Suore medico missionarie (in inglese Medical Mission Sisters) sono un istituto religioso femminile di diritto pontificio: le appartenenti a questa congregazione pospongono al loro nome la sigla M.M.S.

## Storia
La congregazione venne fondata a Washington dal medico austriaco Anna Dengel (1892-1980), con l'aiuto del sacerdote Michael Mathis, per l'assistenza sanitaria ai poveri nei paesi sottosviluppati. La prima comunità, costituita da due dottoresse e due infermiere, venne approvata il 10 giugno 1925 dall'arcivescovo di Baltimora come semplice pia unione: le leggi canoniche, infatti, non consentivano alle religiose con voti pubblici di esercitare la medicina e l'ostetricia.
L'11 febbraio 1936 la Congregazione di Propaganda Fide pubblicò l'istruzione Constans ac sedula che revocò il divieto di praticare le professioni mediche per le suore e il 22 febbraio 1941 il sodalizio venne riconosciuto come congregazione religiosa.
Il 15 agosto 1941, in diverse parti del mondo, 23 suore emisero i voti perpetui e 29 quelli temporanei. Le Suore medico missionarie ricevettero il pontificio decreto di lode l'11 giugno 1959.

## Attività e diffusione
Le Suore medico missionarie si dedicano all'assistenza sanitaria agli infermi, specialmente nei paesi in via di sviluppo.
Sono presenti in Africa (Ghana, Uganda, Kenya, Etiopia, Malawi), Asia (India, Pakistan, Indonesia, Filippine), in Europa (Regno Unito, Paesi Bassi, Germania, Belgio, Italia) e nelle Americhe (Stati Uniti d'America, Messico, Venezuela, Perù): la sede generalizia è a Londra.
Al 31 dicembre 2005 l'istituto contava 640 religiose in 112 case.